# Cristian Bălgrădean
Cristian Emanuel Bălgrădean (n. 21 martie 1988, Sânnicolau Mare, Timiș, Republica Socialistă România, România) este un jucător român de fotbal care evoluează pe postul de portar la CFR Cluj. A ajuns la Dinamo în 2010, de la divizionara secundă UTA Arad.
Bălgrădean și-a făcut junioratul la Atletico Arad, iar în sezonul 2005–2006 a ajuns la Minerul Lupeni. Aici a impresionat prin evoluțiile sale și a fost cumpărat de FC Brașov. În 2008 a fost transferat definitiv de CF Liberty Salonta, de la echipa bihoreană făcând saltul și spre echipa națională de tineret a României. În 2009 revine acasă la Arad, fiind răscumpărat de conducerea echipei Gloria Arad și apoi este împrumutat la echipa fanion a orașului, UTA Arad. În iunie 2010 a semnat un contract pentru cinci sezoane cu Dinamo București. În 2018 a fost transferat de FCSB pentru 50.000 €, iar în 2020 ajunge să joace la CFR Cluj.

## Palmares
Dinamo
- Cupa României (1): 2011-12
- Supercupa României (1): 2012

FCSB
- Cupa României (1): 2019-20

CFR Cluj
- Liga I (2): 2020–21, 2021–22
- Supercupa României (1): 2020